# Lyckholms bryggerier

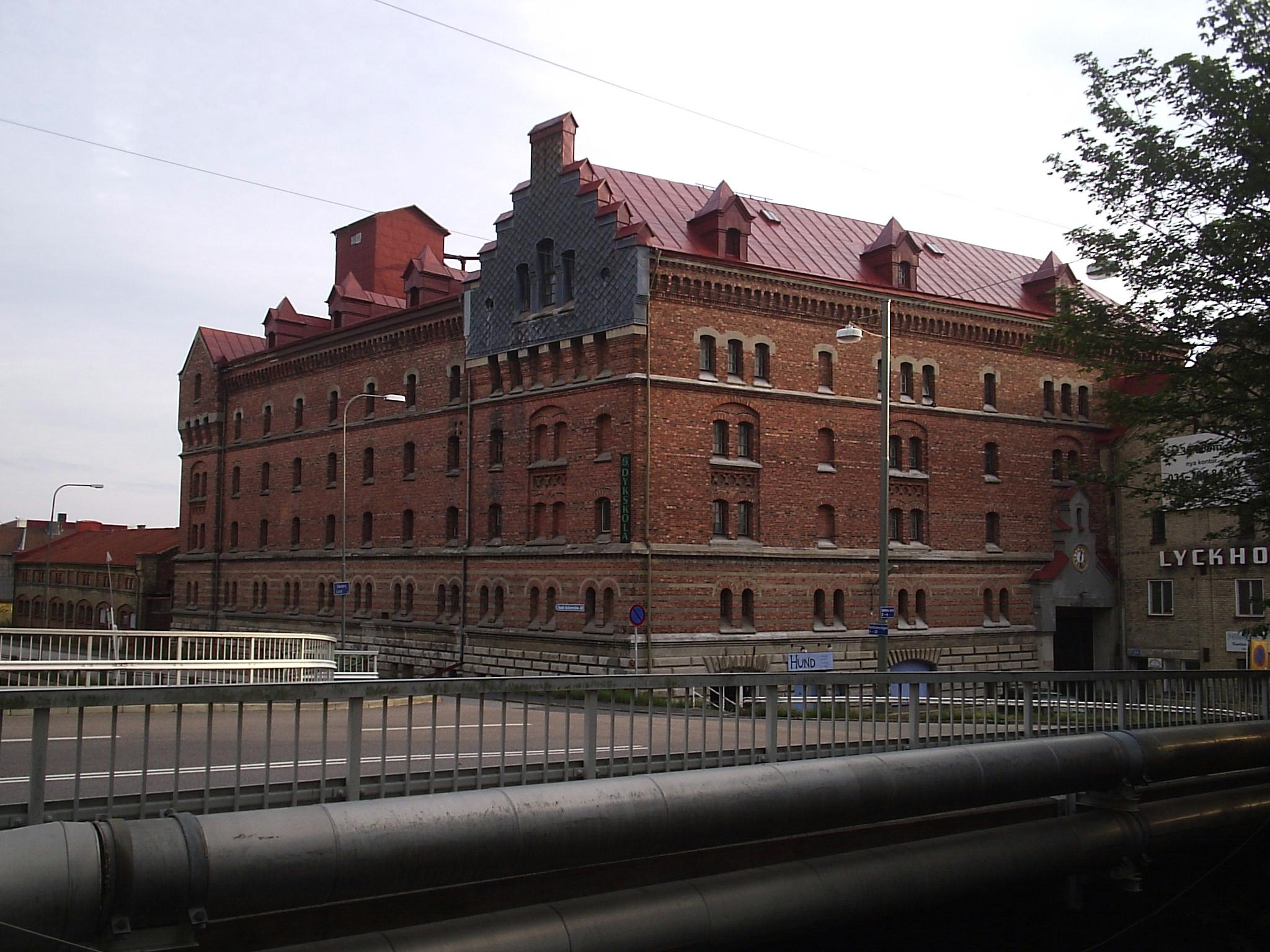
Lyckholms bryggerier

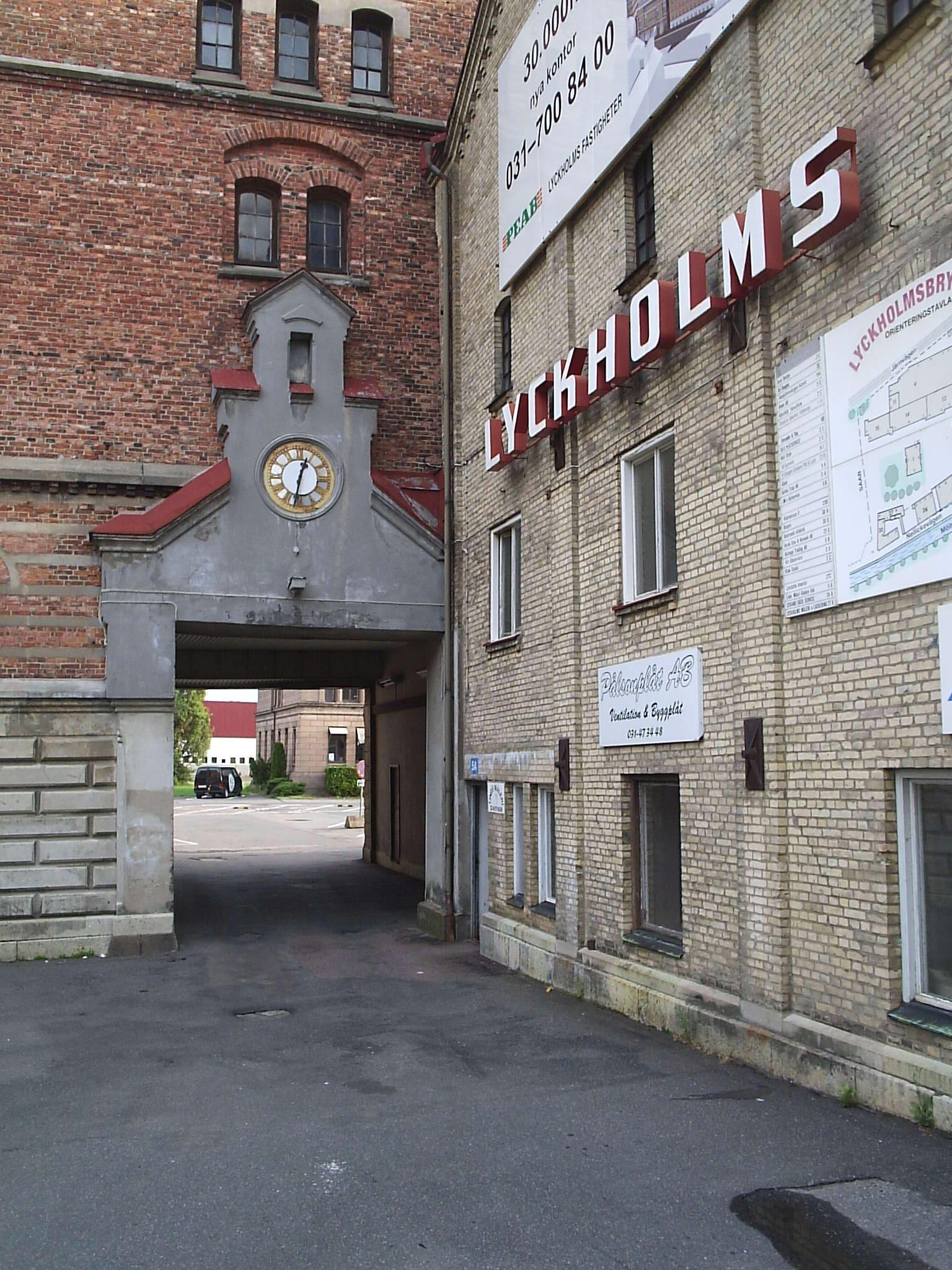

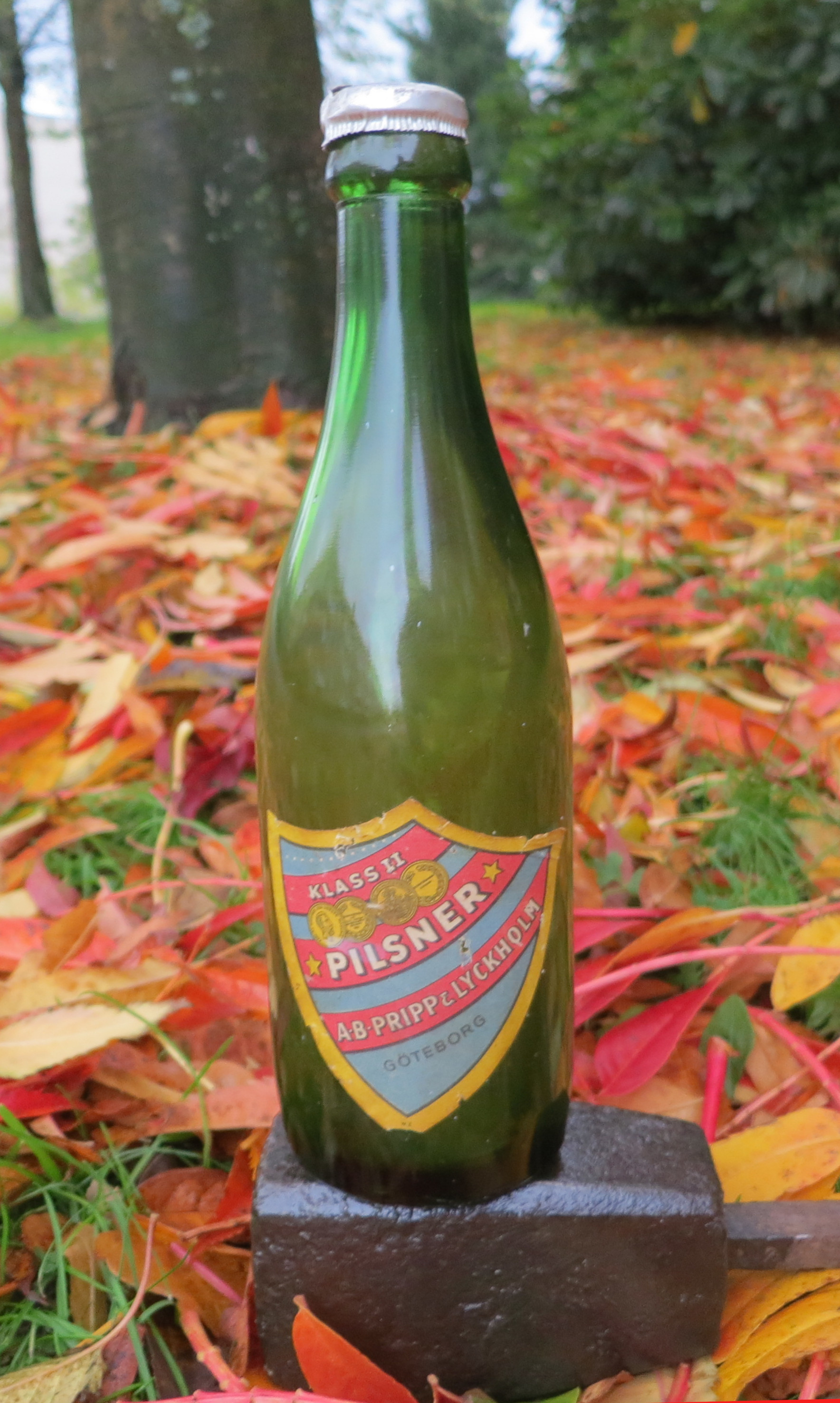
Klass II pilsner av AB Pripp & Lyckholm

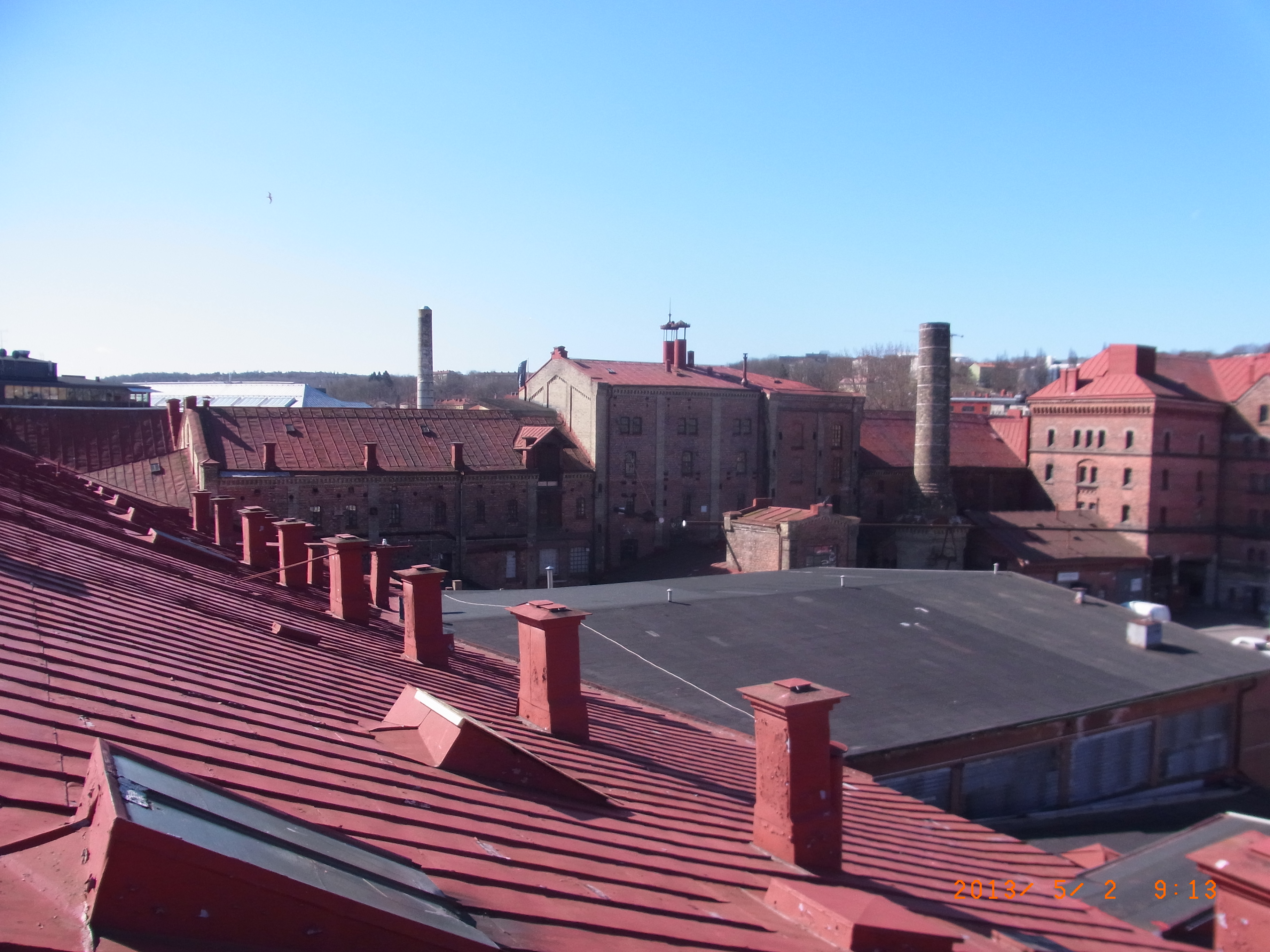

Lyckholms var ett svenskt bryggeri med verksamhet vid Mölndalsån i Almedal i Göteborg. Lyckholms var från 1927 en del av Pripps och lades ned den 31 december 1975. 

## Historia
J. W. Lyckholm & Co grundades år 1880 av bryggaren Johan Wilhelm Lyckholm. År 1881 startades produktionen av öl. Johan Wilhelm Lyckholm avled 1894 och efterträddes då av sin bror Melcher Lyckholm. Han utvecklade företaget till ett av Sveriges största och modernaste bryggerier och år 1905 producerade Lyckholm 1 028 ton malt). Melcher Lyckholm drev företaget till år 1924 då disponent Wilhelm Månsson trädde in som chef. Lyckholms var först i Sverige med att använda renodlad jäst och kylanläggning. År 1887 anskaffades den första halvautomatiska tappmaskinen och 1889 var Lyckholm först med att filtrera ölet. 
År 1927 slogs Lyckholms samman med Pripps och bildade AB Pripp & Lyckholm. 1964 fusionerade bryggeriet med AB Stockholms Bryggerier och bildade storkoncernen Pripp Bryggerierna AB med säte i Stockholm. 1972–73 ändrades namnet till AB Pripps Bryggerier.

## Byggnadskvarter
De flesta byggnaderna restes mellan 1881 och 1900 i edwardiansk stil. Anläggningen byggdes ut i etapper fram till 1950-talet. Bryggeriet lades ner 1975 och byggnaderna har sedan delvis använts för andra verksamheter och vissa har stått tomma. Direktörsvillan som fick en mycket påkostad inredning stod klar 1891. Ungefär samtidigt tillkom ett enkelt bostadshus av trä för bryggeriets arbetare. En plan för förnyelse av området har fastställts. Den innebär bland annat bevarande av före detta direktörsvillan och bryggeribyggnader i söder. Lyckholms bryggeri är upptaget i bevarandeprogrammet och byggnadsminnesförklaring har diskuterats.
Fram till 2017 bryggde Oceanbryggeriet öl i de gamla byggnaderna.

## Utbyggnadsplaner
Peab har delägt Lyckholms sedan mitten av 1990-talet, men köpte våren 2012 ut partnern Stig Andreasson. Peab lämnade in en bygglovsansökan för två nya kontorsbyggnader på totalt 19 000 kvadratmeter med beräknad första inflyttning är hösten 2014. Projektet hade certifieringen BREEAM (BRE Environmental Assessment Method), vilket är ett certifieringssystem från Storbritannien som ger möjlighet att jämföra miljöprestanda internationellt.
De två första kontorsbyggnaderna var klara år 2016 och den tredje beräknas klar för inflyttning hösten 2019. Byggnationen tilläts genom en ny detaljplan 2004 vars avsikt var att förhindra ytterligare förfall av befintliga byggnader och ge ekonomi till upprustning för fastighetsägarna. Något större underhåll har fastighetsägarna dock inte åtagit sig därefter.
De gamla q-märkta tegelbyggnaderna skall bevaras och nyinredas. Peab vill också bygga ett kontorshus med 20-25 våningar utmed leden, men det kräver ytterligare en ny detaljplan.